# Geoffrey Vauclair
Geoffrey Vauclair (Courtemaîche, 8 marzo 1977) è un ex hockeista su ghiaccio svizzero che in carriera ha giocato in Lega Nazionale A. Geoffrey è il fratello maggiore di Julien Vauclair e Tristan Vauclair.

## Statistiche
Statistiche aggiornate a luglio 2012.

### Club
| Stagione | Squadra            | Stagione regolare | Stagione regolare | Stagione regolare | Stagione regolare | Stagione regolare | Stagione regolare | Playoff | Playoff | Playoff | Playoff | Playoff |
| Stagione | Squadra            | Lega              | P                 | G                 | A                 | Pt                | PIM               | P       | G       | A       | Pt      | PIM     |
| -------- | ------------------ | ----------------- | ----------------- | ----------------- | ----------------- | ----------------- | ----------------- | ------- | ------- | ------- | ------- | ------- |
| 1993-94  | Ajoie              | NLB               | 14                | 2                 | 1                 | 3                 | 2                 | 4       | 0       | 0       | 0       | 2       |
| 1994-95  | Ajoie              | NLB               | 26                | 5                 | 4                 | 9                 | 20                |         |         |         |         |         |
| 1995-96  | Ajoie              | Switzerland3      | 22                | 16                | 14                | 30                | -                 |         |         |         |         |         |
| 1996-97  | Ajoie              | NLB               | 38                | 22                | 5                 | 27                | 72                | 9       | 2       | 5       | 7       | 12      |
| 1997-98  | Lugano             | NLA               | 34                | 2                 | 2                 | 4                 | 12                | 7       | 1       | 0       | 1       | 4       |
| 1998-99  | Lugano             | NLA               | 44                | 6                 | 8                 | 14                | 14                | 16      | 6       | 2       | 8       | 12      |
| 1999-00  | Lugano             | NLA               | 41                | 6                 | 11                | 17                | 41                | 14      | 1       | 0       | 1       | 10      |
|          |                    | EHL               | 9                 | 1                 | 1                 | 2                 | 6                 | -       | -       | -       | -       | -       |
| 2000-01  | Lugano             | NLA               | 28                | 4                 | 5                 | 9                 | 37                | 17      | 3       | 1       | 4       | 12      |
| 2001-02  | Lugano             | NLA               | 25                | 3                 | 2                 | 5                 | 16                | -       | -       | -       | -       | -       |
|          | Gottéron           | NLA               | 13                | 0                 | 4                 | 4                 | 0                 | 5       | 0       | 0       | 0       | 2       |
| 2002-03  | Gottéron           | NLA               | 13                | 5                 | 4                 | 9                 | 4                 |         |         |         |         |         |
|          | Olten              | NLB               | 1                 | 1                 | 1                 | 2                 | 0                 |         |         |         |         |         |
| 2003-04  | Gottéron           | NLA               | 28                | 6                 | 9                 | 15                | 20                | 4       | 0       | 1       | 1       | 2       |
| 2004-05  | Gottéron           | NLA               | 43                | 10                | 6                 | 16                | 59                | -       | -       | -       | -       | -       |
|          |                    | Playout           | 5                 | 2                 | 2                 | 4                 | 6                 | -       | -       | -       | -       | -       |
| 2005-06  | Gottéron           | NLA               | 43                | 8                 | 6                 | 14                | 57                | -       | -       | -       | -       | -       |
|          |                    | Playout           | 16                | 5                 | 2                 | 7                 | 35                | -       | -       | -       | -       | -       |
| 2006-07  | Gottéron           | NLA               | 17                | 2                 | 2                 | 4                 | 41                | -       | -       | -       | -       | -       |
|          |                    | Playout           | 4                 | 0                 | 1                 | 1                 | 0                 | -       | -       | -       | -       | -       |
| 2007-08  | Gottéron           | NLA               | 26                | 4                 | 4                 | 8                 | 20                | 3       | 0       | 0       | 0       | 4       |
| 2008-09  | Gottéron           | NLA               | 33                | 4                 | 3                 | 7                 | 24                | 9       | 2       | 1       | 3       | 4       |
| 2009-10  | Franches-Montagnes | Switzerland3      | 19                | 17                | 15                | 32                | 24                | 7       | 1       | 4       | 5       | 6       |
| 2010-11  | Ajoie              | NLB               | 37                | 12                | 16                | 28                | 54                | 4       | 1       | 1       | 2       | 2       |
| 2011-12  | Ajoie              | NLB               | 41                | 13                | 15                | 28                | 36                | 7       | 4       | 5       | 9       | 4       |
| 2012-13  | Ajoie              | NLB               | 0                 | 0                 | 0                 | 0                 | 0                 |         |         |         |         |         |

### Nazionale
| Stagione | Livello         | Risultati    | Risultati | Risultati | Risultati | Risultati | Risultati |
| Stagione | Livello         | Competizione | P         | G         | A         | Pt        | PIM       |
| -------- | --------------- | ------------ | --------- | --------- | --------- | --------- | --------- |
| 1993-94  | Switzerland U18 | EJC-18       | 5         | 1         | 1         | 2         | 8         |
| 1998-99  | Switzerland     | WC           | 6         | 0         | 0         | 0         | 2         |

## Palmarès

### Club
- Campionato svizzero: 1

 Lugano: 1998-99